# La Différence
"La Différence" (tạm dịch từ tiếng Pháp: "Sự khác biệt", viết cách điệu là "la di(ff)érence") là một bài hát nằm trong album phòng thu thứ ba Pure (1996) của nữ ca sĩ người Bỉ-Canada Lara Fabian. Bài hát được phát hành thành đĩa đơn chính thức thứ năm và cũng là đĩa đơn cuối cùng từ album vào năm 1999. "La Différence" được đồng sáng tác bởi chính Fabian và nhà sản xuất Rick Allison. Bài hát có nội dung phản đối việc kỳ thị người đồng tính, với cảm hứng từ ca khúc "Comme ils disent" của Charles Aznavour. "La Différence" trở thành đĩa đơn thứ tư trong sự nghiệp của Fabian nằm trong top 10 tại Pháp khi đạt đến vị trí thứ 10 trên bảng xếp hạng của SNEP, đồng thời cũng là đĩa đơn đầu tiên của cô nhận được chứng nhận doanh số tại quốc gia này.

## Sáng tác và ý nghĩa ca từ
"La Différence" do chính Fabian viết lời và nhà sản xuất Rick Allison soạn nhạc. Ca khúc được viết ở giọng Mi giáng trưởng, sử dụng nhịp 4
4 với tốc độ 123–124 nhịp trên phút. Bài hát có nội dung nói về đồng tính luyến ái và được truyền cảm hứng từ ca khúc "Comme ils disent" (tạm dịch: "Như họ nói") phát hành năm 1972 của Charles Aznavour. Ca từ của "La Différence" thể hiện "sự tôn trọng và quyền bình đẳng" đối với người đồng tính, "tình yêu là tình yêu" và "không có bất cứ sự khác biệt nào trong tình yêu" của những người đồng giới. Trong bài hát, đoạn mở đầu "La différence / Celle qui dérange [...] Un corps à corps / En désaccord / Avec les gens trop bien pensant..." (tạm dịch: Sự khác biệt / Là điều gây bận tâm [...] Hai cơ thể gần gũi nhau / Bất đồng / Với những người suy nghĩ quá nhiều...) và phần bridge "De Verlaine à Rimbaud, quand on y pense / On tolère l'exceptionnelle différence" (tạm dịch: Từ Verlaine đến Rimbaud, khi chúng ta nghĩ về điều đó / Chúng ta khoan dung cho sự khác biệt) đã ám chỉ đến những khó khăn mà nhiều người đồng tính phải đối mặt trong thập niên 1990. Hélène Hazera của Libération trích dẫn câu nói của Fabian trước khi biểu diễn bài hát trong buổi hòa nhạc tại nhà hát Olympia, Paris vào năm 1997: "Họ không quan tâm đến những lời sỉ nhục của chúng ta". Hazera nhận xét rằng bài hát có nét tương đồng với các ca khúc "Comme ils disent" của Aznavour và "Une femme avec une femme" của Mlle Mecano, nhưng cho rằng "...[ca khúc của] Mlle Mecano thể hiện sự nhục dục nhiều hơn..."

## Diễn biến thương mại
Tại Pháp, "La Différence" ra mắt ở vị trí thứ 13 trên bảng xếp hạng đĩa đơn của tuần ngày 23 tháng 1 năm 1999. Ở tuần kế tiếp, ca khúc đạt được vị trí cao nhất trên bảng xếp hạng – vị trí thứ 10, trở thành đĩa đơn thứ tư của Fabian nằm trong top 10 trên bảng xếp hạng của SNEP. Trong 19 tuần hiện diện trên bảng xếp hạng, ca khúc chỉ có một tuần duy nhất đạt được vị trí trong top 10. Trên bảng xếp hạng vùng Wallonia của Bỉ, bài hát ra mắt ở vị trí thứ 26 trên bảng xếp hạng tuần ngày 30 tháng 1 năm 1999. Sau 9 tuần dao động liên tục trong top 20, bài hát đạt đến vị trí thứ 11 vào tuần thứ 10 (tuần ngày 3 tháng 4). Ca khúc sau đó hiện diện trên Ultratop 50 thêm 7 tuần trước khi đồng loạt tụt khỏi bảng xếp hạng của Pháp và Bỉ vào cuối tháng 5 năm 1999. "La Différence" nhận được chứng nhận Vàng từ SNEP vào cuối năm 1999 với doanh số đạt 188.000 bản, trở thành đĩa đơn đầu tiên trong sự nghiệp của Fabian nhận được chứng nhận doanh số tại thị trường Pháp.

## Biểu diễn trực tiếp và quảng bá
—Fabian trả lời về việc bị đe dọa sau khi biểu diễn "La Différence" tại Nga và quyết định loại bỏ bài hát ra khỏi các chuyến lưu diễn tại đây.
Các đoạn video ngắn quảng cáo cho "La Différence" được PolyGram hợp tác với RTL cho chiếu trên truyền hình bắt đầu từ tháng 1 đến tháng 3 năm 1999. Ca khúc bắt đầu được Fabian biểu diễn trực tiếp kể từ các chuyến lưu diễn quảng bá album Pure cho đến nay. Các màn biểu diễn trực tiếp được ghi lại và đưa vào các album trực tiếp như Live 1999 và DVD Live 2002. Một số màn biểu diễn trực tiếp khác có thể kể đến như màn diễn tại lễ trao giải Victoires de la Musique vào năm 1999 và màn trình diễn trong chương trình "Entre Vous et Moi" vào năm 2012. Tháng 3 năm 2019, Fabian cho biết cô sẽ loại bỏ "La Différence" ra khỏi danh sách bài hát trong các buổi diễn tại Nga của chuyến lưu diễn quảng bá cho album Papillon, sau khi cô bị các nhà chức trách ở quốc gia này "phạt nặng" và đe dọa bỏ tù vì đã biểu diễn bài hát có nội dung về người đồng tính và trình chiếu công khai bộ ảnh các cặp đôi đồng tính trong buổi biểu diễn.

## Danh sách bài hát
- Đĩa đơn quảng bá tại Pháp năm 1998, nhãn hiệu Polydor, mã 3861[25]

1. "La Différence" – 4:15

- Đĩa đơn chính thức tại Pháp năm 1999, nhãn hiệu Polydor, mã 563 228-2[26]

1. "La Différence" – 4:15
2. "Pas Sans Toi" – 4:44

## Những người thực hiện
Thông tin lấy từ ghi chú trên bìa đĩa đơn và bìa phiên bản phát hành tại Pháp của Pure.
| "La Différence" - Lara Fabian – viết lời, hát - Rick Allison – soạn nhạc - Dave Pickell – sản xuất, cải biên, lập trình, đàn piano, đàn organ Hammond B3 - Bruce Gaitsch – guitar - Catherine Leveillée, Dominique Faure, Julie Leblanc – hát đệm | Đĩa đơn - Pascal Béjean, Labomatic – thiết kế cho đĩa đơn - Christophe Gstalder – nhiếp ảnh |

## Xếp hạng và chứng nhận
| Bảng xếp hạng (1999)      | Vị trí cao nhất |
| ------------------------- | --------------- |
| Bỉ (Ultratop 50 Wallonia) | 11              |
| Pháp (SNEP)               | 10              |

| Bảng xếp hạng (1999)   | Vị trí |
| ---------------------- | ------ |
| Bỉ (Ultratop Wallonia) | 52     |
| Pháp (SNEP)            | 67     |

| Quốc gia                                                                           | Chứng nhận | Số đơn vị/doanh số chứng nhận |
| ---------------------------------------------------------------------------------- | ---------- | ----------------------------- |
| Pháp (SNEP)                                                                        | Vàng       | 188.000                       |
| * Chứng nhận dựa theo doanh số tiêu thụ. ^ Chứng nhận dựa theo doanh số nhập hàng. |            |                               |

## Các bản hát lại
Trong chương trình truyền hình thực tế The Voice Belgique mùa thứ tám, thí sinh Hilario Dos Santos của đội huấn luyện viên Vitaa đã thể hiện lại "La Différence" ở vòng biểu diễn trực tiếp thứ hai. Kết thúc đêm thi, Dos Santos được khán giả bình chọn và trở thành một trong số 16 thí sinh được đi tiếp vào vòng trong.